# Zyginama attenuata
Zyginama attenuata är en insektsart som beskrevs av Dietrich och Dmitry A. Dmitriev 2008. Zyginama attenuata ingår i släktet Zyginama och familjen dvärgstritar. Inga underarter finns listade i Catalogue of Life.